# Exposed (Mike Oldfield)
| Recensione | Giudizio |
| ---------- | -------- |
| AllMusic   |          |

Exposed è un album dal vivo del musicista britannico Mike Oldfield, pubblicato nel 1979.

## Descrizione
L'album è stato registrato tra marzo e aprile del 1979 durante il tour di Mike Oldfield in Spagna, Germania, Belgio, Paesi Bassi, Danimarca e Gran Bretagna. I concerti furono registrati senza che i musicisti ne fossero a conoscenza, così da poterli pagare solamente per l'esecuzione dal vivo e non per la registrazione. I musicisti lo scoprirono, ma la registrazione proseguì ugualmente e l'album venne prodotto.
Il disco è stato registrato attraverso un'unità mobile de The Manor Studio e mixato allo studio The Town House di Londra. Anche se commercializzato solamente nella versione stereofonica, il disco è stato registrato in quadrifonia.
La grafica della copertina è collegata al titolo dell'album e mostra il fotogramma di una pellicola fotografica 35mm con una fotografia di Mike Oldfield ripresa durante un concerto. Nel coro vi erano membri del Queen's College Choir.
L'album è stato pubblicato dalla Virgin Records nel 1979 in formato doppio LP e musicassetta. Nel 1985 il disco è stato ristampato in CD e nel 2005 ne è stata pubblicata una versione in DVD contenente uno dei concerti da cui l'album è tratto, registrato al Wembley Conference Centre. Una ristampa in vinile è uscita nel dicembre 2016.
Il disco ha raggiunto il 16º posto nella classifica degli album britannica.

## Tracce
1. Incantations (Parts 1 & 2) – 26:31 (Mike Oldfield)
2. Incantations (Parts 3 & 4) – 20:50 (Mike Oldfield)
3. Tubular Bells (Part 1) – 28:42 (Mike Oldfield)
4. Tubular Bells (Part 2) – 12:00 (Mike Oldfield)
5. Guilty – 9:37 (Mike Oldfield)

Durata totale: 97:40

## Crediti

### Musicisti
- Mike Oldfield - chitarra
- Nico Ramsden - chitarra
- Phil Beer - chitarra, voce
- Pekka Pohjola - basso
- Pierre Moerlen - batteria, percussioni
- Mike Frye - percussioni
- Benoit Moerlen - percussioni
- David Bedford - percussioni, archi
- Ringo McDonough - bodhrán
- Pete Lemer - tastiere
- Tim Cross - tastiere
- Maddy Prior - voce
- Ray Gay - tromba
- Ralph Izen - tromba
- Simo Salminen - tromba
- Colin Moore - tromba
- Sebastian Bell - flauto
- Chris Nicholls - flauto
- Don McVay - violino
- Pauline Mack - violino
- Danny Daggers - violino
- Melinda Daggers - violino
- Liz Butler - violino
- Ross Cohen - violino
- Nigel Warren-Green - violoncello
- Vanessa Park - violoncello
- David Bucknall - violoncello
- Jessica Ford - violoncello
- Nick Worters - contrabbasso
- Joe Kirby - contrabbasso
- Debra Bronstein - coro
- Marigo Acheson - coro
- Emma Freud - coro
- Diana Coulson - coro
- Mary Elliott - coro
- Mary Creed - coro
- Cecily Hazell - coro
- Wendy Lampitt - coro
- Clara Harris - coro
- Emma Smith - coro
- Catherine Loewe - coro

### Personale tecnico
- Mike Oldfield - produttore
- David Bedford - arrangiamenti
- Philp R. Newell - produttore esecutivo
- Alan Perkins - tecnico di registrazione
- Greg Shriver - tecnico di registrazione
- Kurt Munkacsi - tecnico di registrazione
- Ken Capper - assistente
- Chris Blake - assistente
- Sally Arnold - tour co-ordinator